# Беннати, Даниэле
Даниэле Беннати (итал. Daniele Bennati; род. 24 сентября 1980 года в Ареццо, Италия) — итальянский профессиональный шоссейный велогонщик, выступающий с 2017 года за команду Мирового тура «Movistar Team». Победитель этапов всех трёх гранд-туров. Победитель очковых классификай Вуэльты Испании и Джиро д'Италия.

## Достижения
2001
1-й Этап 3 Джиро делле Реджиони
2002
1-й Этап 1b Тур Австрии
1-й Этап 5 Регио-Тур
2-й Критериум Абруццо
3-й Гран-при Нобили Рубинеттьери
2003
1-й Этап 3 Тур Польши
1-й Этап 5 Тур Средиземноморья
3-й Критериум Абруццо
4-й Джиро ди Тоскана
2004
8-й Трофео Манакор
2005
1-й Джиро ди Тоскана
Тур Германии
1-й  Очковая классификация
1-й Этапы 3, 5 & 9
1-й Этапы 2 & 4 Тур Польши
2-й Париж — Тур
2-й Джиро ди Романья
3-й Гент — Вевельгем
4-й Гран-при Плуэ
5-й Кубок Плаччи
5-й Джиро ди Лукка
6-й Гран-при Берега Этрусков
2006
1-й Джиро дель Пьемонте
1-й Гран-при Мизано-Адриатико
1-й Мемориал Марко Пантани
1-й Мемориал Вивиана Мансервиси
1-й Гран-при Прато
1-й  Очковая классификация Тур Швейцарии
1-й Этапы 2 & 4 Тур Польши
1-й Этап 7 Вуэльта Каталонии
1-й Этап 5 Вуэльта Валенсии
1-й Этап 4 Джиро дель Трентино
2-й Гран-при Берега Этрусков
2007
Вуэльта Испании
1-й  Очковая классификация
1-й Этапы 1, 17 & 21
Вуэльта Валенсии
1-й  Очковая классификация
1-й Этапы 1, 3 & 5
Тур Средиземноморья
1-й  Очковая классификация
1-й Этап 2
1-й Этапы 17 & 20 Тур де Франс
1-й  Очковая классификация Тур Швейцарии
9-й Три дня Де-Панне
1-й  Очковая классификация
1-й Этап 2
3-й Гран-при Берега Этрусков
4-й Трофей Лайгуэльи
2008
1-й Джиро дель Пьемонте
Джиро д’Италия
1-й  Очковая классификация
1-й Этапы 3, 9 & 12
Тур Романдии
1-й  Очковая классификация
1-й Этап 5
1-й Этапы 1 (КГ) & 4 Вуэльта Испании
1-й Этап 3 Энеко Тур
8-й Париж — Тур
2009
1-й  Джиро ди Сардиния
1-й  Очковая классификация
1-й Этап 4
1-й Трофео Инка
1-й Этап 1 Джиро ди Гроссето
6-й Милан — Сан-Ремо
7-й Ваттенфаль Классик
2010
1-й Джиро ди Тоскана
1-й Этап 3 Тирено — Адриатико
5-й Тур Омана
1-й Этап 2
5-й Милан — Сан-Ремо
5-й Кубок Бернокки
6-й Ваттенфаль Классик
2011
Круг Сарты
1-й  Очковая классификация
1-й Этапы 1, 3 (КГ) & 5
1-й Этапы 1 (КГ) & 20 Вуэльта Испании
1-й Этап 8 Тур Австрии
1-й Этап 3 Тур Валлонии
2-й Тур Дании
2-й Гент — Вевельгем
3-й Тур Катара
7-й Джиро дель Пьемонте
10-й Гран-при Прато
2012
1-й Этап 18 Вуэльта Испании
5-й Трофео Пальма
6-й Гент — Вевельгем
7-й Джиро дель Пьемонте
10-й Милан — Сан-Ремо
2013
2-й Гран-при Нобили Рубинеттьери
5-й Гран-при Плуэ
2015
1-й Гран-при Прато
3-й  Чемпионат Италии в индивидуальной гонке
7-й Джиро дель Пьемонте
2016
1-й  Джиро ди Тоскана
Тур Дании
1-й  Очковая классификация
1-й Этап 1
1-й Этап 1 Вуэльта Андалусии
3-й Джиро дель Пьемонте
8-й Тур Дубая
2017
5-й Круг Сарты
2018
7-й Трофео Порререс

## Статистика выступлений

### Гранд-туры
| Гонка           | 2002 | 2003 | 2004 | 2005 | 2006 | 2007 | 2008 | 2009 | 2010 | 2011 | 2012 | 2013 | 2014 | 2015 | 2016 | 2017 | 2018 |
| --------------- | ---- | ---- | ---- | ---- | ---- | ---- | ---- | ---- | ---- | ---- | ---- | ---- | ---- | ---- | ---- | ---- | ---- |
| Джиро д'Италия  | —    | НФ   | НФ   | —    | —    | —    | 70   | —    | 105  | —    | —    | НФ   | —    | —    | —    | НФ   |      |
| Тур де Франс    | —    | —    | —    | —    | НФ   | 74   | —    | 132  | —    | —    | —    | 107  | 96   | НФ   | —    | 104  |      |
| Вуэльта Испании | НФ   | —    | —    | —    | 63   | —    | НФ   | 84   | 83   | 111  | 144  | —    | 108  | 131  | 107  | —    |      |

| —  | Не участвовал  |
| НФ | Не финишировал |